# Каргала Супериоре (Маса-Карара)
Каргала Супериоре је насеље у Италији у округу Маса-Карара, региону Тоскана.
Према процени из 2011. у насељу је живело 8 становника. Насеље се налази на надморској висини од 526 м.